# Liste öffentlicher Kneipp-Anlagen in Brandenburg
In der Liste öffentlicher Kneipp-Anlagen in Brandenburg sind Kneipp-Anlagen im Brandenburg aufgeführt. Sie ist primär nach Orten sortiert, unabhängig davon, ob es sich um Ortsteile, Gemeinden oder Städte handelt. Kneipp-Anlagen können laut Kneipp-Bund in Form von Wassertretanlagen oder Armbecken vorliegen und unterliegen grundsätzlich nicht der Trinkwasserverordnung. Kneipp-Anlagen werden häufig künstlich angelegt. Daneben gibt es in den natürlichen Verlauf von Fließgewässern eingebettete Wassertretstellen. Kneippen ist eine Behandlungsmethode der Hydrotherapie, die auf der Grundlage von Sebastian Kneipp angewendet wird. Hierbei wird in kaltem Wasser auf der Stelle geschritten. In Armbecken werden die Arme bis zur Mitte der Oberarme ins kalte Wasser getaucht. Der Artikel ist Teil der übergeordneten Liste öffentlicher Kneipp-Anlagen in Deutschland. Die Liste erhebt keinen Anspruch auf Vollständigkeit.

## Liste
Derzeit sind in Brandenburg sechs öffentliche Kneipp-Anlagen erfasst (Stand: 24. November 2018):
| Bild | Ort             | Kreis             | Beschreibung                                                                           | ↴ Zufluss / ↳ Abfluss | Standort                      |
| --- | --------------- | ----------------- | -------------------------------------------------------------------------------------- | --------------------- | ----------------------------- |
| Bild gesucht Die Wikipedia wünscht sich an dieser Stelle ein Bild vom Ort mit diesen Koordinaten 52.686982 13.276281 . Motiv: Kneipp-Anlage Birkenwerder Falls du dabei helfen möchtest, erklärt die Anleitung , wie das geht. BW | Birkenwerder    | Oberhavel         | Wassertretanlage Birkenwerder                                                          | ↴↳ Briese             | ⊙ Briesesteig                 |
| (weitere Bilder) | Buckow          | Märkisch-Oderland | Kneipp-Wassertretstelle am Ostufer des Schermützelsees, südlich des Strandbads Buckow. | ↴↳ Schermützelsee     | ⊙ Buckow 7                    |
| (weitere Bilder) | Buckow          | Märkisch-Oderland | Kneipp-Wassertretstelle im Stöbber im denkmalgeschützten Schlosspark der Stadt Buckow  | ↴↳ Stöbber            | ⊙                             |
| (weitere Bilder) | Buckow          | Märkisch-Oderland | Kneipp-Wassertretstelle am Werderfließ                                                 | ↴↳ Werderfließ        | Koordinaten fehlen! Hilf mit. |
| (weitere Bilder) | Hohen Neuendorf | Oberhavel         | Kneippanlage in Hohen Neuendorf, die von der Briese durchflossen wird                  | ↴↳ Briese             | Koordinaten fehlen! Hilf mit. |
| | Waldsieversdorf | Märkisch-Oderland | Wassertretstellen Waldsieversdorf                                                      | ↴↳ Stöbber            | Waldsieversdorf 1             |
| Bild gesucht Die Wikipedia wünscht sich an dieser Stelle ein Bild vom Ort mit diesen Koordinaten 52.65214 13.530858 . Motiv: Kneipp-Anlage Zepernick Falls du dabei helfen möchtest, erklärt die Anleitung , wie das geht. BW     | Zepernick       | Barnim            | Wassertreten an der Panke                                                              | Panke                 | ⊙                             |